# Brufa
Brufa is een plaats (frazione) in de Italiaanse gemeente Torgiano.